# Kõivsaare
Kõivsaare is een plaats in de Estlandse gemeente Võru vald, provincie Võrumaa. De plaats heeft de status van dorp (Estisch: küla) en heeft 9 inwoners (2021).
Tot in oktober 2017 hoorde Kõivsaare bij de gemeente Orava. In die maand werd Orava bij de gemeente Võru vald gevoegd. Daarmee verhuisde de gemeente Orava tegelijk van de provincie Põlvamaa naar de provincie Võrumaa.

## Geschiedenis
Het dorp Kõivsaare hoorde tot 1945 bij het dorp Ala-Hanika (Duits: Groß-Wayguzicza), dat tot 1920 op het landgoed Waldeck (Orava) lag. Ala-Hanika werd in 1977 samengevoegd met Mäe-Hanika tot het dorp Hanikase. In de jaren twintig van de 20e eeuw werd in het latere dorp Kõivsaare een boswachterij gevestigd. In 1945 werd voor het eerst een dorp Kõivsaare genoemd.
In 1977 werd Kõivsaare bij het buurdorp Hanikase gevoegd. In 1998 werd het weer een zelfstandig dorp.